# 呉羽いきいきバス

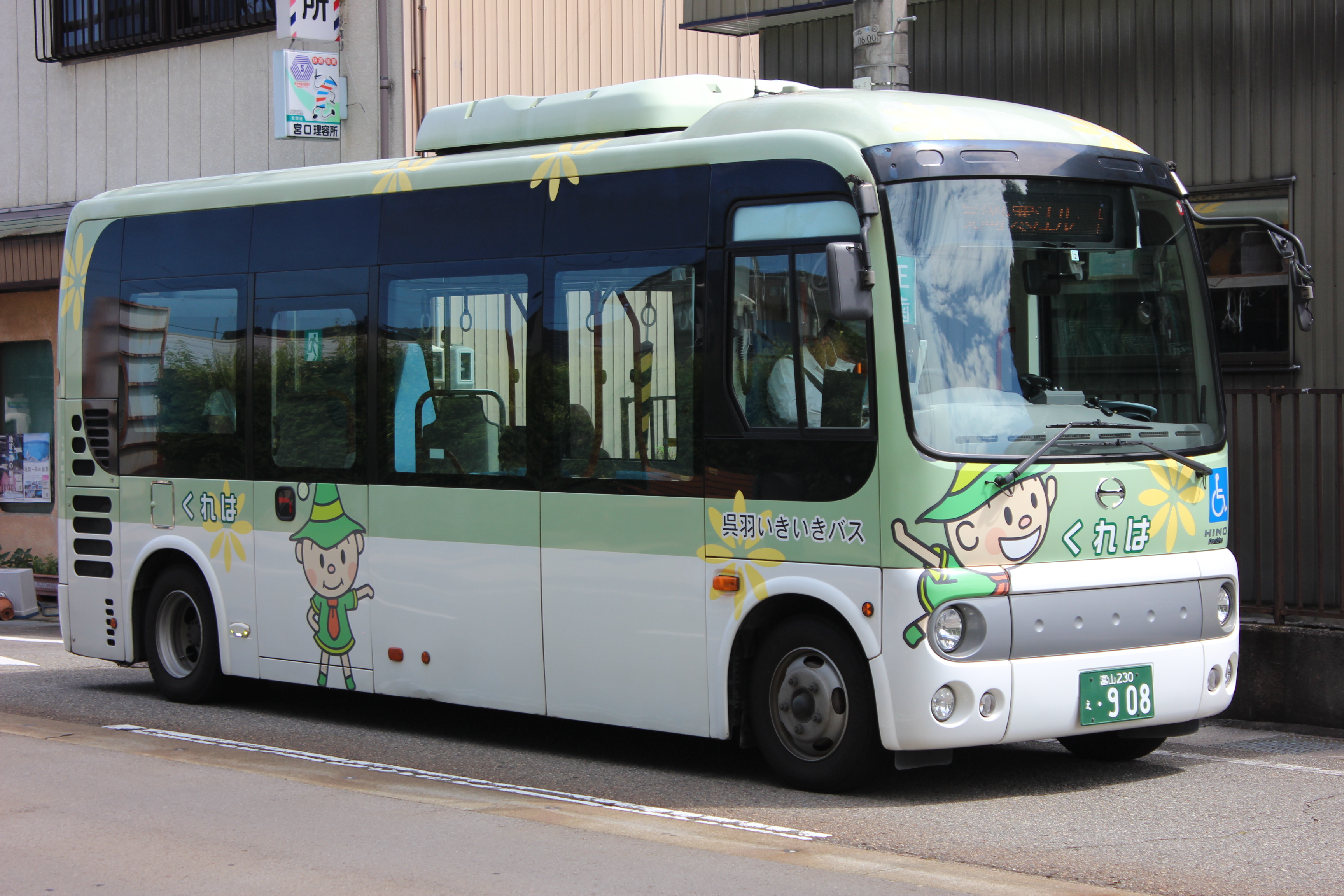
呉羽いきいきバス（呉羽駅前にて）

呉羽いきいきバス（くれはいきいきバス）は、富山県富山市呉羽地区で運行されているコミュニティバスである。沿線企業、地域住民等が出資する「有限会社まちづくり公社呉羽」が富山地方鉄道（2021年4月1日、旧運行事業者の富山地鉄北斗バスが富山地方鉄道に吸収合併で廃止）に運行を委託している。

## 概要
モータリゼーションの進展に伴い、2000年代初頭には呉羽地区内を走る路線バスは、県道富山高岡線を東西に走る路線と、途中から分岐し県道四方新中茶屋線を南北に走る路線の2つ（いずれも富山地鉄バスによる運行）に削減された（1日数本程度運行の路線はいくつか存在する）。そのため、この2路線が直接乗り入れないJR呉羽駅および地域内の各生活拠点の相互間の行き来や、児童・生徒の通学利用などを担う公共交通が存在しない状態に陥った。
そこで2004年（平成16年）、呉羽地域の商工会や自治会組織の出資により公社を設立。地域住民から協賛金を募った上で翌2005年（平成17年）4月11日よりバスの運行を開始した。運行開始当初は京都市の醍醐コミュニティバスと同様自治体の補助を全く受けず、純粋な「地域自主運行バス」として運行してきたが、2007年度からは市の補助制度を利用し、事業費の45パーセントを上限として補助を受けている。
運賃は中学生以下が無料、高校生以上が1乗車100円となっている。また、回数券や定期券を販売している。毎月5日、20日（運休日なら翌日）は『お客様感謝デー』となっており、無料で乗車することができる。
通常便は8時台 - 19時台の運行で、長岡・寒江ルート、老田・古沢・池多ルートとも、70分毎に運行している。日曜・祝日は終日運休する。モーニングいきいきバスは平日朝のみ運行される。
運行開始後、乗車人数は2005年度約3.7万人、2006年度約4.5万人、2007年度約5.1万人と増加傾向にあり、2007年度には初めて黒字となっている。

## 路線

### 通常便
両ルートともに循環運行で、下記に示すように片周り運行である。全体の所要時間は65分。
- 長岡・寒江ルート
  - 呉羽駅 → 大塚公民館 → 中沖北 → 大阪屋ショップ呉羽店 → 呉羽駅 → 北代4区公民館 → 北代藤ヶ丘 → 呉羽苑前 → 呉羽駅
- 老田・古沢・池多ルート
  - 呉羽駅 → 追分茶屋 → 花の木 → 富山大学附属病院 → 北押川 → 東老田 → 大阪屋ショップ呉羽店 → 吉作北 → 呉羽駅
  - 呉羽駅 → 追分茶屋 → 花の木 → 富山大学附属病院 → 三熊 → 北押川 → 東老田 → 大阪屋ショップ呉羽店 →呉羽駅（呉羽駅発9時30分から16時30分までの間、上記ルートと交互運行）

老田・古沢・池多ルートの富大病院への乗り入れは2006年（平成18年）12月、花の木地区と病院を結ぶ路線バスの廃止に伴い利用者の要望を受け始まった。2009年（平成21年）8月からは老田・古沢・池多ルートの昼間の一部の便について、経由地が変更となっている。2023年（令和5年）に古洞の森バス停が廃止となっている。

### モーニングいきいきバス
両ルートともに呉羽駅に向けての片道運行である。通常便と比べショートカットされている部分が多い。
- 長岡・寒江ルート
  - 北代4区公民館 → 北代藤ヶ丘 → サンクス呉羽店前 → 呉羽駅 → 大塚公民館 → 中沖北 → 願海寺 → 野口 → 呉羽駅
- 老田・古沢・池多ルート
  - 開ヶ丘 → 北押川 → 東老田 → 吉作北 → 呉羽駅

## 車両
両ルートとも小型ノンステップバスの日野・ポンチョを使用しており、それぞれの車両に「ときめきくん」「のどかちゃん」という愛称が付けられている。不定期で代走として地鉄バス所属の日野・レインボーRJなどが運用に入ることがある。